# Dodge, Nebraska
Dodge är en ort (village) i Dodge County i Nebraska. Orten har fått namn efter bosättaren George A. Dodge. Vid 2010 års folkräkning hade Dodge 612 invånare.